# Полномочный представитель президента Российской Федерации в Межпарламентской ассамблее государств — участников СНГ
Должность полномочного представителя Президента Российской Федерации в Межпарламентской ассамблее государств — участников Содружества Независимых Государств создана Указом Президента Российской Федерации от 23 февраля 1994 г. № 382.
Этим же Указом обязанности полномочного представителя Президента Российской Федерации в Межпарламентской ассамблее государств — участников Содружества Независимых Государств были возложены на полномочного представителя Президента Российской Федерации в г. Санкт-Петербурге Цыпляева Сергея Алексеевича, освобожден от исполнения этих обязанностей Указом Президента от 29 января 2000 г. № 267.
Положение о полномочном представителе Президента Российской Федерации в Межпарламентской Ассамблее государств — участников Содружества Независимых Государств утверждено распоряжением Президента от 25 апреля 1994 г. № 204-рп.
Указ о создании должности и распоряжение об утверждении Положения признаны утратившими силу только Указом Президента от 28 июня 2005 г. № 736 (в 2000—2005 гг. на эту должность никто не назначался).